# バイエルン・ミュンヘン公国
バイエルン＝ミュンヘン公国（ドイツ語: Bayern-München）は、1392年から1505年まで神聖ローマ帝国内に存在した公国（領邦国家）の一つである。バイエルン公国が1375年のシュテファン2世の死後、シュテファン3世、フリードリヒ、ヨハン2世の3兄弟に系統分裂（当時は長子相続制が確立しておらず、ゲルマン古来の均分相続制度が広く行われていた）を起こし、バイエルン公領もそれぞれに分割された状態が100年以上続いた。

## 歴史
1375年にシュテファン2世が没すると、息子のシュテファン3世、フリードリヒとヨハン2世が共同して首都ランツフートを含むバイエルン＝ランツフート公国を統治することになった。17年後、3兄弟は遺産を分割した。ヨハンはバイエルン＝ミュンヘン公領を、シュテファンはバイエルン＝インゴルシュタット公領を受け取り、その間フリードリヒがバイエルン＝ランツフート公領を統治していた。
1429年にシュトラウビングを含むバイエルン＝シュトラウビング公国の一部が、バイエルン＝ミュンヘン公国に併合された。バイエルン＝ミュンヘン公国出身のアルブレヒト4世のもとバイエルンが統一され、「ミュンヘンを首都とするバイエルン」という構図が確立される。

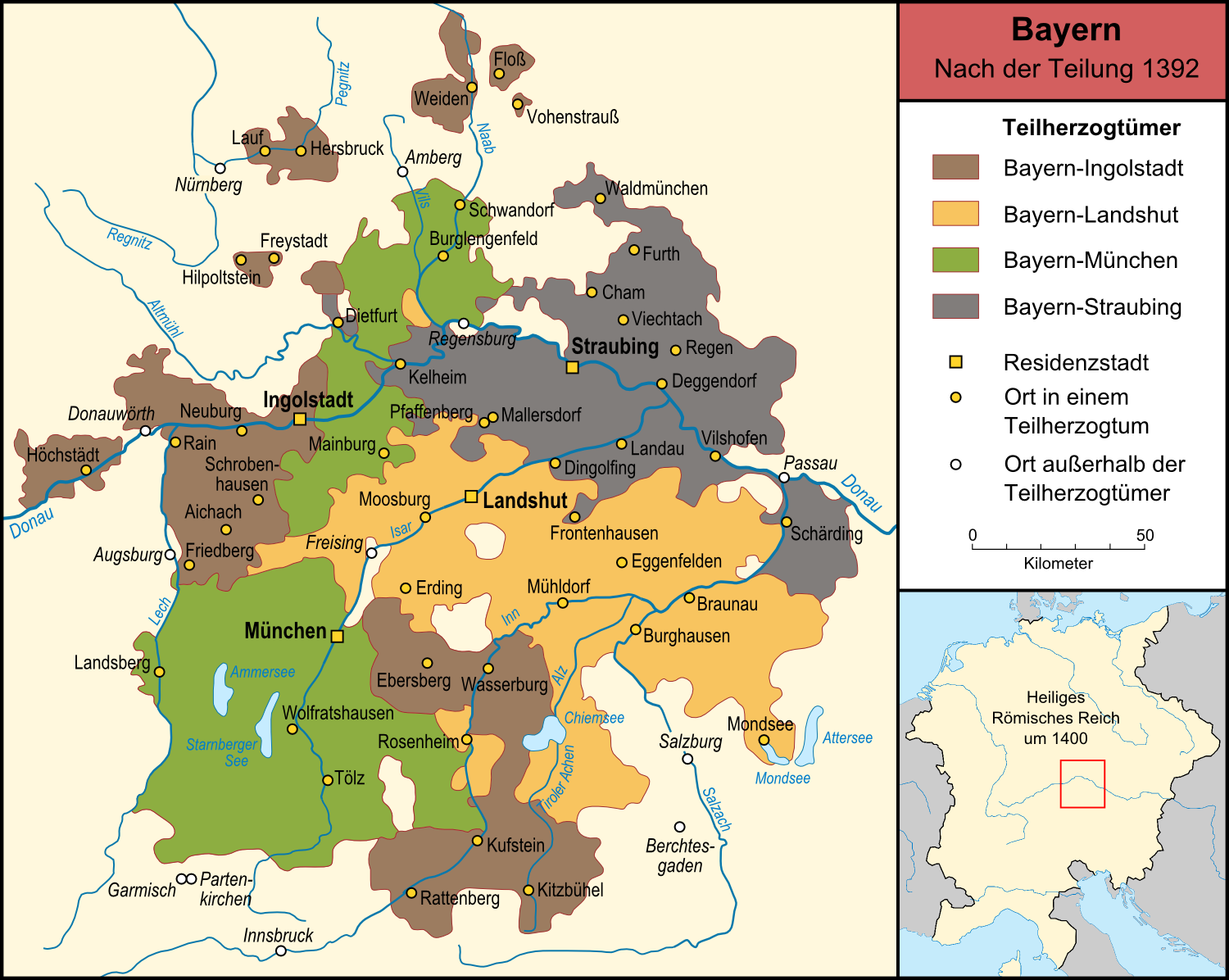
バイエルン＝ミュンヘン（緑色）、バイエルン＝ランツフート（橙色）、バイエルン＝インゴルシュッタット（茶色）バイエルン＝シュトラウビング（灰色）